# مزيج راسيمي

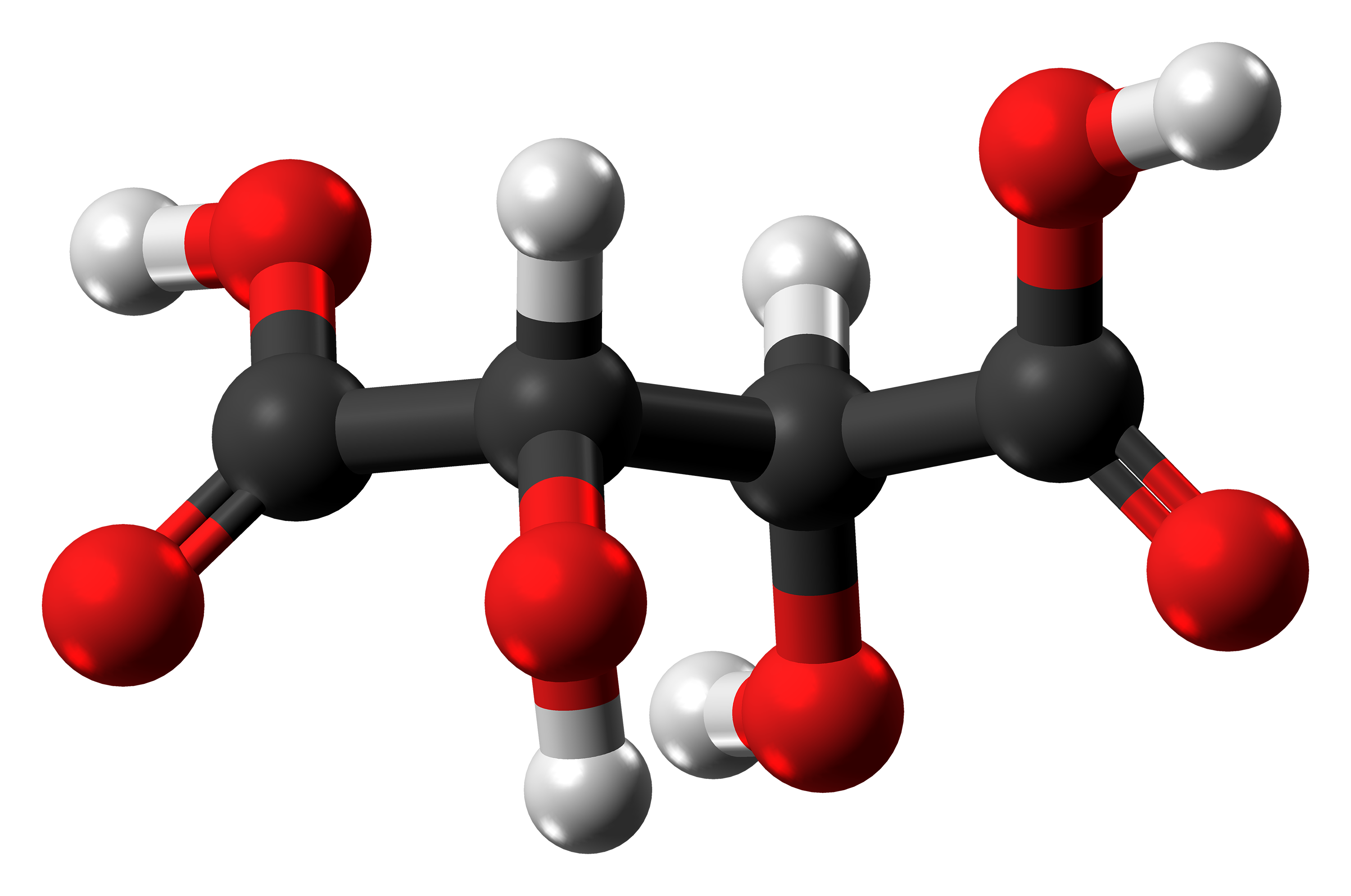

في الكيمياء، المزيج العنقودي أو المزيج الراسيمي هو خليط من كميات متساوية من المتصاوغات الفراغية اليمينية واليسارية لجزيء يدوي. ونظرا لأن المتصاوغين يقومان بتدوير مستوى الضوء المستقطب (حيث يكون لهما قدرة على التدوير الضوئي) في إتجاهين مختلفين، فإنه لا يكون للمخلوط الراسمي القدرة على تدوير مستوى الضوء المستقطب.
وأول مخلوط راسمي تم التعرف عليه هو الحمض الراسيمي، والذي وجده باستير أنه خليط من إثنين من المتصاوغات المرآتية لحمض الطرطريك.
وهناك ثلاث أنواع من المخلوط الراسمي:
- المخلوط الراسمي أو يفضل تسميته التكتل الراسمي

وهو خليط للكريستالات الإينانتومرية النقية لأحد الإينانتومرات والمعاكس له. ويكون للجزيئات (في الشكل البلوري) ميل أكبر لنفس الإينانتومر، من الإينانتومر المعاكس. وتكون نقطة الغليان للتكتل الراسمي دائما أقل من الإينانتومر النقي. وبإضافة كميات صغيرة من أحد الإينانتومرات للمخلوط الراسمي، تزيد نقطة الغليان.
- المركب الراسمي أو مجرد المتراسم

الجزيئات يكون لها ميل أكبر للإينانتومرات المعاكسة، من الإينانتومر المشابه. وبإضافة كميات قليلة من أحد الإينانتومرات للمركب الراسمي، تقل نقطة الغليان. ولكن الإينانتومر النقي يمكن أن يكون له نقطة غليان أقل أو أعلى من المركب الراسمي.
- المحلول الراسمي الصلب أو مجرد المتراسم الكاذب

بعكس المركب الراسمي أو التكتل الراسمي، لا يوجد فرق كبير بين ميل الإينانتومرات لبعضها البعض أو لعكسها. وبإضافة كميات قليلة من أحد الإينانتومرات للمركب الراسمي، تتغير نقطة الغليان تغير طفيف، أو لا تتغير مطلقا.
ويقال على الكواشف، أو التفاعلات التي تنتج مخلوط راسمي «ليست لها تحديد فراغي» أو «ليس لها اختيار فراغي»، وذلك لتذبذبهم في متصاوغ فراغي معين.

## موضوعات متعلقة
- ترازم
- تصاوغ ضوئي
- يدوية (كيمياء)